# Move Like This
Move Like This (с англ. — «Двигайся вот так») — седьмой и последний студийный альбом американской рок-группы The Cars, выпущенный 10 мая 2011 года на лейбле Hear Music. Это был их первый альбом после выхода Door to Door в  1987 году и единственный — без басиста и вокалиста Бенджамина Орра, умершего от рака поджелудочной железы в 2000 году. Альбом попал в первую десятку Billboard 200 и достиг 2-го места в чарте Billboard Top Rock Albums; сингл с альбома, «Sad Song», достиг 33-го места в чарте Billboard Rock Songs. После выхода альбома группа отправилась в турне по 11 городам Северной Америки. Move Like This стал последней студийной работой Рика Окасека, умершего в сентябре 2019 года.

## Об альбоме
В 1997 году Окасек сказал журналисту, что группа никогда не воссоединится: «Я говорю „никогда“, и вы можете на это рассчитывать». Частичное воссоединение группы произошло в 2005 году, когда клавишник Грег Хоукс и ведущий гитарист Эллиот Истон гастролировали с певцом Тоддом Рандгреном, барабанщиком Прейри Принсом и басистом Касимом Султоном в качестве The New Cars; ни Окасек, ни барабанщик The Cars Дэвид Робинсон не участвовали, и состав Рандгрена распался после двух лет гастролей.
По сообщению журнала Paste, Окасек рассказал, что он был «поражён тем, как мы поладили, когда снова собрались вместе». Exclaim! отметил, что на странице The Cars в Facebook была размещена фотография продюсера Джекнайфа Ли, «что наводит на мысль, что он будет продюсировать новый альбом». По данным Rolling Stone, Ли спродюсировал пять песен с альбома; остальные продюсировали сами The Cars.
The Cars не добавили в состав нового басиста, чтобы заменить Орра; вместо этого басовые партии альбома были запрограммированы или исполнены Хоуксом или Ли, причём Хоукс играл на басу, который когда-то принадлежал Орру. На прошлых альбомах Окасек и Орр делили вокальные обязанности, Move Like This — единственный альбом, на котором Окасек исполняет все песни сам. В интервью Rolling Stone Окасек сказал: «Я знал, что с половиной новых песен Бен справился бы лучше меня. Но нам никогда не нужен был кто-то со стороны». Орр получил особую благодарность в комментариях: «Бен, твой дух был с нами в этом альбоме».
Согласно Billboard, альбом был записан в студии инженера Пола Орофино в Миллбруке, штат Нью-Йорк. Дополнительные сессии записи были проведены в Лос-Анджелесе. Название альбома взято из строки песни «Too Late»; одним из рабочих названий альбома было Sharp Subtle Flavor (с англ. — «Острый тонкий вкус»). Окасек решил назвать альбом Move Like This как отсылку к репутации группы за то, что она мало двигалась на сцене.

## Релиз и приём
| Совокупная оценка | Совокупная оценка |
| Источник          | Оценка            |
| ----------------- | ----------------- |
| Metacritic        | (68/100)          |
| Оценки критиков   |                   |
| Источник          | Оценка            |
| Allmusic          | [ 2 ]             |
| The A.V. Club     | (B)               |
| The Guardian      | [ 1 ]             |
| IGN               | (7.5/10)          |
| Rolling Stone     | [ 18 ]            |
| Spin              | (5/10)            |
| The Tune          | (3.6/5)           |

В октябре 2010 года группа выпустила одноминутный клип «Sad Song» и 73-секундный семпл другого трека с альбома, «Blue Tip», на своей странице в Facebook; фрагмент из третьего трека, «Free», позже был опубликован на странице группы. FMQB описал «Free» как «возвращение к классическому звуку The Cars, который фанаты знают и любят».
17 февраля 2011 года группа опубликовала полное видео на песню «Blue Tip» на своей странице в Facebook. Первым синглом, выпущенным в марте, стал трек «Sad Song». Exclaim! комментирует, что «несмотря на название и текст песни, она не звучит особенно грустно, так как содержит весёлый ритм и запоминающуюся смесь синтезаторов и гитар».
Move Like This был выпущен 10 мая 2011 года и дебютировал на 7-м месте в чарте альбомов Billboard 200. Альбом получил в целом положительные отзывы критиков: в рецензии на три с половиной звезды Rolling Stone похвалил «умелую сдержанность» группы и продюсерскую работу Ли, описав альбом как «подтянутый, гладкий, бесшовный [и] эффективный». The A.V. Club присвоил альбому рейтинг «B», похвалив «запоминающиеся» «Blue Tip» и «Sad Song» и отметив сходство последней песни с «My Best Friend’s Girl» из дебютного альбома группы 1978 года. Рецензент AllMusic Стивен Томас Эрлевайн оценил альбом на четыре звезды из пяти, описав альбом как «такой же яркий, заразительный и мелодичный, как The Cars в расцвете сил». Spin однако присвоил альбому оценку 5 из 10, раскритиковав «неуклюжесть» текстов Окасека. Элизабет Нельсон из NPR назвала Move Like This «прекрасным новым альбомом» и выделила «Blue Tip» как «яркую поп-жемчужину» с «блестящей» музыкальной структурой и «абсолютно неустанным подпевающим припевом».

## North American tour
В апреле 2011 года группа объявила о турне по Северной Америке в поддержку альбома. Тур по 11 городам начался 10 мая в Сиэтле и завершился 26 мая в House of Blues в Бостоне. Выступления и сет-листы были встречены неоднозначными отзывами: Рецензент The Hollywood Reporter Эрик Педерсен нашёл альбом Move Like This «удивительно хорошим», но назвал шоу в Hollywood Palladium 12 мая «ледяным» и «без энтузиазма». Обозреватель San Jose Mercury News Джим Харрингтон описал выступление группы в Оклендском Fox Theater как «невероятно плоское и бесстрастное», но похвалил «солидную» музыкальность группы.
The Cars появились на Late Night с Джимми Фэллоном в мае и сентябре, майские выступления в поддержку альбома были сняты на видео. В августе группа приняла участие в Lollapalooza в Чикаго, а затем двумя вечерами позже появилась в программе The Colbert Report, исполнив «Keep on Knockin» из Move Like This и «My Best Friends Girl» из их дебютного альбома.
Песни, исполненные в туре, включали треки из альбома Move Like This: «Blue Tip», «Keep on Knocking», «Sad Song», «Free», «Drag on Forever» и «Hits Me», а также материал из альбомов группы 1970-х и 1980-х годов. Во время тура басовые партии Орра исполнял Хоукс на клавишных и басу, в то время как вокал в песнях, первоначально спетых Орром («Just What I Needed», «Let’s Go» и «Moving in Stereo»), исполнял Окасек.

## Список композиций
Слова и музыка всех песен — Рик Окасек, кроме указанных иначе.
| №                   | Название            | Перевод             | Длительность |
| ------------------- | ------------------- | ------------------- | ------------ |
| 1.                  | «Blue Tip»          | Синий наконечник    | 3:13         |
| 2.                  | «Too Late»          | Слишком поздно      | 4:01         |
| 3.                  | «Keep on Knocking»  | Продолжайте стучать | 3:52         |
| 4.                  | «Soon»              | Скоро               | 4:23         |
| 5.                  | «Sad Song»          | Грустная песня      | 3:38         |
| Общая длительность: | Общая длительность: | Общая длительность: | 19:07        |

| №                   | Название            | Перевод             | Длительность |
| ------------------- | ------------------- | ------------------- | ------------ |
| 6.                  | «Free»              | Свободный           | 3:17         |
| 7.                  | «Drag on Forever»   | Тянуться вечно      | 3:37         |
| 8.                  | «Take Another Look» | Взгляни ещё раз     | 4:46         |
| 9.                  | «It's Only»         | Это всего лишь      | 3:01         |
| 10.                 | «Hits Me»           | Бьёт меня           | 3:51         |
| Общая длительность: | Общая длительность: | Общая длительность: | 18:32        |

| №                   | Название            | Автор(ы)              | Перевод             | Длительность |
| ------------------- | ------------------- | --------------------- | ------------------- | ------------ |
| 11.                 | «One by One» (демо) |                       | Один за другим      | 3:52         |
| 12.                 | «Hits Me» (демо)    |                       |                     | 3:40         |
| 13.                 | «Rocket USA» (демо) | Алан Вега, Мартин Рев | Ракета США          | 5:04         |
| Общая длительность: | Общая длительность: | Общая длительность:   | Общая длительность: | 12:36        |

- Примечание: На этом улучшенном диске также есть видеоклипы на «Sad Song» и «Blue Tip»[12]. «Rocket USA» — кавер-версия песни 1977 года американской группы Suicide с их одноимённого дебюта.

| №                   | Название            | Длительность |
| ------------------- | ------------------- | ------------ |
| 11.                 | «Blue Tip» (демо)   | 2:58         |
| Общая длительность: | Общая длительность: | 2:58         |

## Участники записи
| - Рик Окасек — ведущий и бэк-вокал, гитары, клавишные - Эллиот Истон — гитары, бэк-вокал - Грег Хоукс — клавишные, гитары, бас-гитара, бэк-вокал - Дэвид Робинсон — ударные, перкуссия, бэк-вокал - Джекнайф Ли — дополнительный бас - Рич Кости — сведение - Чарли Ставиш — звукорежиссёр - Владо Меллер — мастеринг | - Джекнайф Ли — продюсер - Сэм Белл — звукорежиссёр - Крис Оуэнс — ассистент звукорежиссёра - Ванесса Парр — ассистент звукорежиссёра - Джаред Скотт — сведение - The Cars — продюсеры - Стивен Джордж — звукорежиссёр - Пол Орофино — ассистент звукорежиссёра |

## Чарты
| Чарт                           | Наивысшая позиция |
| ------------------------------ | ----------------- |
| Billboard 200 (US)             | 7                 |
| Billboard Top Rock Albums (US) | 2                 |

| Чарт (2011)                           | позиция |
| ------------------------------------- | ------- |
| United States Rock Albums (Billboard) | 75      |

| Сингл      | Чарт                      | Наивысшая позиция |
| ---------- | ------------------------- | ----------------- |
| «Sad Song» | Billboard Rock Songs (US) | 33                |